# Gornji Tkalec
Gornji Tkalec – wieś w Chorwacji, w żupanii zagrzebskiej, w mieście Vrbovec. W 2011 roku liczyła 185 mieszkańców.